# Vinary (okres Hradec Králové)
Vinary (německy Winar) jsou obec ležící osm kilometrů severozápadně od města Nový Bydžov v okrese Hradec Králové. Vinary mají čtyři části - Janovice, Kozojídky, Smidarská Lhota a Vinary, celá obec má 473 obyvatel.

## Historie
První písemná zmínka o obci pochází z roku 1313.

## Pamětihodnosti
- Krucifix